# John Paskin Taylor
John Paskin Taylor   (Bangalore, 18 de març de 1928 - Boulogne-Billancourt, 9 de març de 2015) va ser un jugador d'hoquei sobre herba britànic que va competir durant la dècada de 1950.
El 1952 va prendre part en els Jocs Olímpics de Hèlsinki, on guanyà la medalla de bronze en la competició d'hoquei sobre herba.